# Elna Reinach
Elna Reinach (Pretoria, 1968. december 2. –) dél-afrikai teniszezőnő. 1983-ban kezdte profi pályafutását,  karrierje során egy egyéni és tíz páros WTA-tornát nyert meg. Az 1994-es US Open-en Patrick Galbraith társaként bajnok lett a vegyes páros versenyben.

## Év végi világranglista-helyezései
| Év       | 1987 | 1988 | 1989 | 1990 | 1991 | 1992 | 1993 | 1994 | 1995 |
| Helyezés | 93.  | 28.  | 57.  | 86.  | 80.  | 110. | 57.  | 74.  | 108. |

## Külső hivatkozások
- Elna Reinach profilja a WTA oldalán (angolul)
- Elna Reinach profilja az ITF oldalán (angolul)
- Elna Reinach profilja a Billie Jean King-kupa oldalán (angolul)